# Hyalostenele oleagina
Hyalostenele oleagina là một loài bướm đêm trong họ Geometridae.